# Jeździectwo na Letnich Igrzyskach Olimpijskich 1948 – skoki przez przeszkody indywidualnie
Konkurencja skoków przez przeszkody podczas XIV Letnich Igrzysk Olimpijskich została rozegrana 14 sierpnia 1948 roku. Zawody odbywały się na stadionie Wembley. Wystartowało 44 zawodników z 15 krajów.

## Wyniki
| Pozycja | Jeździec                           | Kraj              | Koń            | Punkty karne | Punkty karne | Punkty karne | Uwagi                    |
| Pozycja | Jeździec                           | Kraj              | Koń            | Z            | NC           | Ł            | Uwagi                    |
| ------- | ---------------------------------- | ----------------- | -------------- | ------------ | ------------ | ------------ | ------------------------ |
| złoto   | Humberto Mariles                   | Meksyk            | Arete          | 4,0          | 2,25         | 6,25         |                          |
| 2.      | Rubén Uriza Castro                 | Meksyk            | Harvey         | 8,0          | 0,0          | 8,0          | Dogrywka o srebrny medal |
| 2.      | Jean d’Orgeix                      | Francja           | Sucre de Pomme | 8,0          | 0,0          | 8,0          | Dogrywka o srebrny medal |
| 2.      | Franklin Wing                      | Stany Zjednoczone | Democrat       | 8,0          | 0,0          | 8,0          | Dogrywka o srebrny medal |
| 5.      | Jaime García Cruz                  | Hiszpania         | Bizarro        | 12,0         | 0,0          | 12,0         |                          |
| 5.      | Eric Sörensen                      | Szwecja           | Blatunga       | 12,0         | 0,0          | 12,0         |                          |
| 7.      | Max Fresson                        | Francja           | Decametre      | 16,0         | 0,0          | 16,0         |                          |
| 7.      | Harry Llewellyn                    | Wielka Brytania   | Foxhunter      | 16,0         | 0,0          | 16,0         |                          |
| 7.      | Henry Nicoll                       | Wielka Brytania   | Kilgeddin      | 16,0         | 0,0          | 16,0         |                          |
| 10.     | José Navarro                       | Hiszpania         | Quorum         | 20,0         | 20,0         | 20,00        |                          |
| 10.     | Alberto Valdés Ramos               | Meksyk            | Chihuahua      | 20,0         | 0,0          | 20,0         |                          |
| 10.     | Francisco Pontes                   | Brazylia          | Itaguai        | 20,0         | 0,0          | 20,00        |                          |
| 13.     | Greger Lewenhaupt                  | Szwecja           | Orkan          | 19,0         | 1,75         | 20,75        |                          |
| 14.     | Dan Corry                          | Irlandia          | Tramore Bay    | 20,0         | 1,75         | 21,25        |                          |
| 15.     | Rafael Campos                      | Argentyna         | Santa Fe       | 24,0         | 0,0          | 24,00        |                          |
| 16.     | Marcelino Gavilán y Ponce de León  | Hiszpania         | Forajido       | 24,0         | 0,50         | 24,50        |                          |
| 17.     | Fred Ahern                         | Irlandia          | Aherlow        | 23,0         | 2,50         | 25,50        |                          |
| 18.     | Henrique Callado                   | Portugalia        | Xerez          | 23,0         | 3,0          | 26,00        |                          |
| 19.     | Arthur Carr                        | Wielka Brytania   | Monty          | 35,0         | 0,0          | 35,00        |                          |
| 20.     | Joachim Gruppelaar                 | Holandia          | Random Harvest | 36,0         | 0,0          | 36,00        |                          |
| 21.     | John Russell                       | Stany Zjednoczone | Air Mail       | 25,0         | 13,25        | 38,25        |                          |
| 22.     | João Barrento                      | Portugalia        | Alcoa          | 32,0         | 10,50        | 42,50        |                          |
| 23.     | Tauno Rissanen                     | Finlandia         | Viser          | 56,0         | 0,0          | 56,00        |                          |
| –       | Pierre de Maupeou d'Ableiges       | Francja           | Nankin         | EL           | EL           | EL           | EL                       |
| –       | Otto Mønsted Acthon                | Dania             | Please         | EL           | EL           | EL           | EL                       |
| –       | Néstor Alvarado                    | Argentyna         | Mineral        | EL           | EL           | EL           | EL                       |
| –       | Jan de Bruine                      | Holandia          | Romanichel     | EL           | EL           | EL           | EL                       |
| –       | Selim Çakır                        | Turcja            | Gitchluv       | EL           | EL           | EL           | EL                       |
| –       | Alessandro Bettoni Cazzago         | Włochy            | Uranio II      | EL           | EL           | EL           | EL                       |
| –       | Gerardo Conforti                   | Włochy            | Furore         | EL           | EL           | EL           | EL                       |
| –       | Hank Frierson                      | Stany Zjednoczone | Rascal         | EL           | EL           | EL           | EL                       |
| –       | Karl-Åke Hultberg                  | Szwecja           | Ismed          | EL           | EL           | EL           | EL                       |
| –       | Piero D’Inzeo                      | Włochy            | Briacone       | EL           | EL           | EL           | EL                       |
| –       | Kudret Kasar                       | Turcja            | Siyok          | EL           | EL           | EL           | EL                       |
| –       | Jack Lewis                         | Irlandia          | Lough Neagh    | EL           | EL           | EL           | EL                       |
| –       | Hélder de Souza                    | Portugalia        | Optus          | EL           | EL           | EL           | EL                       |
| –       | Eloy de Menezes                    | Brazylia          | Sabu           | EL           | EL           | EL           | EL                       |
| –       | Jeppe Johannes Ladegaard-Mikkelsen | Dania             | Atom           | EL           | EL           | EL           | EL                       |
| –       | Eyüp Öncü                          | Turcja            | Yildiz         | EL           | EL           | EL           | EL                       |
| –       | Pascual Pistarini                  | Argentyna         | Canguro        | EL           | EL           | EL           | EL                       |
| –       | Ruben Ribeiro                      | Brazylia          | Bon Soir       | EL           | EL           | EL           | EL                       |
| –       | Jaap Rijks                         | Holandia          | Master         | EL           | EL           | EL           | EL                       |
| –       | Torben Tryde                       | Dania             | Attila         | EL           | EL           | EL           | EL                       |
| –       | Veikko Vartiainen                  | Finlandia         | Pontus         | EL           | EL           | EL           | EL                       |

## Dogrywka o srebrny medal
| Pozycja | Jeździec           | Kraj              | Koń            | Punkty karne | Czas |
| ------- | ------------------ | ----------------- | -------------- | ------------ | ---- |
| srebro  | Rubén Uriza Castro | Meksyk            | Harvey         | 0,00         | 49,1 |
| brąz    | Jean d’Orgeix      | Francja           | Sucre de Pomme | 4,0          | 38,9 |
| 4.      | Franklin Wing      | Stany Zjednoczone | Democrat       | 4,0          | 40,1 |